# Iris Apfel
Iris Apfel z domu Barrel (ur. 29 sierpnia 1921 w Nowym Jorku, zm. 1 marca 2024 w Palm Beach) – amerykańska projektantka wnętrz żydowskiego pochodzenia, businesswoman, filantropka, ikona mody i historyczka sztuki.

## Życiorys
Pochodziła z rodziny rosyjskich Żydów, którzy wyemigrowali do Stanów Zjednoczonych. Ukończyła historię sztuki na uniwersytecie w Nowym Jorku oraz projektowanie na uniwersytecie w Wisconsin. W 1948 roku została żoną starszego o 7 lat Carla Apfela, wraz z którym dwa lata później założyła firmę Old World Weavers, zajmującą się tekstyliami, którą wspólnie prowadzili aż do przejścia na emeryturę w 1992 roku. Z Carlem była w małżeństwie aż do jego śmierci w 2015 r. Firma Apfelów specjalizowała się w reprodukcjach tkanin XVII, XVIII i XIX wieku. W celu znalezienia niedostępnych w USA tkanin podróżowała do Europy dwa razy do roku, skąd przywoziła licznie zgromadzone przedmioty z targów czy antykwariatów.
Była projektantką wnętrz Białego Domu dla dziewięciu kolejnych amerykańskich prezydentów: Harry’ego Trumana, Dwighta Eisenhowera, Richarda Nixona, Johna F. Kennedy’ego, Lyndona Bainesa Johnsona, Jamesa Cartera, Ronalda Reagana i Billa Clintona.
Przez lata była znana i ceniona głównie w bohemie artystycznej w środowisku elit. Znana szerszemu gronu stała się w 2005 roku wraz z wystawą Rara Avis (Rare Bird): The Irreverent Iris Apfel zorganizowaną w Metropolitan Museum of Art w Nowym Jorku, poświęconą jej i jej stylowi. Prezentowano m.in. należące do niej biżuterie i ubrania. Wystawa odbiła się szerokim echem wśród mediów i publiczności, prezentowano ją również w innych znanych muzeach, a sama Apfel została okrzyknięta międzynarodową ikoną mody.
W 2014 r. nakręcono o niej film dokumentalny w reżyserii Alberta Mayslesa, który swoją premierę miał na Festiwalu Filmowym w Nowym Jorku.
W 2018 firma Mattel stworzyła lalkę Barbie na podobieństwo Iris Apfel, w ten sposób Apfel stała się najstarszą osobą, której wizerunek został wykorzystany na lalkach tej firmy.
W 2019 r. podpisała kontrakt z międzynarodową agencją modelingu IMG.
W 2022 zaprojektowała kolekcję ubrań dla sieci odzieżowej H&M.
Zmarła 1 marca 2024 roku w Palm Beach w wieku 102 lat.